# Повуа-де-Санту-Адріан
Повуа-де-Санту-Адріан (порт. Póvoa de Santo Adrião; МФА: [ˈpɔ.vu.ɐ dɨ ˈsɐ̃.tu ɐ.dɾi.ˈɐ̃w]) — парафія в Португалії, у муніципалітеті Одівелаш. Розташована в західній частині країни, на теренах історичної португальської провінції Ештремадура. Входить до складу округу Лісабон. За адміністративним поділом, чинним до 1976 року, терени парафії були складовою провінції Ештремадура. Належить до Лісабонського патріархату Католицької церкви. Патрон — святий Адріан. Площа — 1,2262 км². Населення — 13084 ос. (2011). Сильно урбанізований регіон. Густота населення — 10 670,36 осіб/км²
. Код — 111606.

## Населення
| Кількість мешканців | Кількість мешканців | Кількість мешканців | Кількість мешканців | Кількість мешканців | Кількість мешканців | Кількість мешканців | Кількість мешканців | Кількість мешканців | Кількість мешканців | Кількість мешканців | Кількість мешканців | Кількість мешканців | Кількість мешканців | Кількість мешканців |
| ------------------- | ------------------- | ------------------- | ------------------- | ------------------- | ------------------- | ------------------- | ------------------- | ------------------- | ------------------- | ------------------- | ------------------- | ------------------- | ------------------- | ------------------- |
| 1864                | 1878                | 1890                | 1900                | 1911                | 1920                | 1930                | 1940                | 1950                | 1960                | 1970                | 1981                | 1991                | 2001                | 2011                |
| 340                 | 312                 | 380                 | 427                 | 605                 | 748                 | 766                 | 1 006               | 1 518               | 4 966               | 9 367               | 19 386              | 14 463              | 14 704              | 13 061              |